# بشت قلعة (مقاطعة دورود)
بشت قلعة (بالفارسية: پشت قلعه) هي قرية تقع في قسم دورود الريفي (مقاطعة دورود) في إيران. يقدر عدد سكانها بـ 492 نسمة بحسب إحصاء 2016.